# ロックト・ダウン
『ロックト・ダウン』（Locked Down）は、アメリカ合衆国のミュージシャン、ドクター・ジョンが2012年に発表したスタジオ・アルバム。新たに契約を得たノンサッチ・レコードから発売された。

## 背景
ザ・ブラック・キーズのダン・オーバックがプロデュースとギターで参加した。ドクター・ジョンとオーバックは、2011年6月にボナルー・フェスティバルのステージで共演し、同年秋にはナッシュビルで本作のレコーディングを行った。オーバックは本作の制作に関して「彼（ドクター・ジョン）を若い連中で取り囲みたかった」とコメントしている。
全10曲ともセッションに参加したメンバーの共作で、カヴァー曲は含まれていない。ドクター・ジョン自身は2013年に行われたSongfacts.comのインタビューで、本作の曲作りのプロセスに関して「歌詞は殆ど私で、メロディの一部に関してはダンの助けが本当に大きかった」と説明している。

## リリース
本作のリリースに先駆けて、2012年2月には「レヴォリューション」のストリーミングが開始されている。2012年5月9日に発売された日本盤CD (WPCR-14469)には2曲のボーナス・トラックが追加された。

## 反響
母国アメリカのBillboard 200では33位に達し、『イン・ザ・ライト・プレイス』（1973年）以来39年ぶりに全米トップ40入りを果たした。また、『ビルボード』のブルース・アルバム・チャートでは1位、ロック・アルバム・チャートでは8位を記録した。グラミー賞では最優秀ブルース・アルバム賞を受賞。
オランダでは2012年4月7日付の総合アルバム・チャートで初登場16位となり、同国のオルタナティヴ・アルバム・チャートでは初登場2位を記録。ノルウェーのアルバム・チャートでは5週連続でトップ30入りし、2012年第15週に最高16位を記録。スウェーデンでは『ゴーイン・バック・トゥ・ニューオーリンズ』（1992年）以来20年ぶりに総合アルバム・チャートでトップ60入りを果たし、最高39位を記録。全英アルバムチャートでは51位を記録し、『アナザー・ゾーン』（1998年）以来14年ぶりに全英チャート入りを果たした。

## 評価
第55回グラミー賞では最優秀ブルース・アルバム賞を受賞し、自身4年ぶりのグラミー受賞を果たした。『ローリング・ストーン』誌が選出した「2012年のベスト・アルバム50」では15位にランク・イン。
Thom Jurekはオールミュージックにおいて5点満点中4点を付け「グルーヴはタイトだが、生々しく直接的」「どの時期、或いはどのアルバムを好む向きにとっても、1枚のアルバムとして言えば、『ロックト・ダウン』はレベナックの最高傑作に位置する」と評している。また、Will Hermesは2012年4月3日付の『ローリング・ストーン』誌のレビューで5点満点中4点を付け「アルバムを構成する要素はレトロだが、その混成ぶりには21世紀的な感覚がある」「このアルバムは、ダブ/レゲエのエフェクト、ナイジェリアのアフロビートやエチオピアのファンクといった、新世代のミュージシャン（チューン・ヤーズやTVオン・ザ・レディオ等）に継承されたスタイルに満ちている」と評している。

## 収録曲
全曲ともマック・レベナック（ドクター・ジョン）、ダン・オーバック、ブライアン・オリーヴ、レオン・ミシェルズ、ニック・モヴション、マックス・ワイゼンフェルトの共作。
1. ロックト・ダウン - "Locked Down" - 4:59
2. レヴォリューション - "Revolution" - 3:25
3. ビッグ・ショット - "Big Shot" - 3:48
4. アイス・エイジ - "Ice Age" - 4:23
5. ゲッタウェイ - "Getaway" - 4:35
6. キングダム・オブ・イズネス - "Kingdom of Izzness" - 3:36
7. ユー・ライ - "You Lie" - 4:45
8. エレグア - "Eleggua" - 2:53
9. マイ・チルドレン、マイ・エンジェルズ - "My Children, My Angels" - 5:06
10. ゴッズ・シュア・グッド - "God's Sure Good" - 4:56

### 日本盤ボーナス・トラック
1. パート・オブ・ザ・ナイト - "Part of the Night"
2. エンジェルズ・ベッコン - "Angels Beckon"

## 参加ミュージシャン
- ドクター・ジョン - ボーカル、キーボード
- ダン・オーバック - ギター、パーカッション、バッキング・ボーカル
- ブライアン・オリーヴ - ギター、パーカッション、木管楽器、バッキング・ボーカル
- レオン・ミシェルズ - キーボード、パーカッション、木管楽器、バッキング・ボーカル
- ニック・モヴション - エレクトリックベース、ダブル・ベース、パーカッション、バッキング・ボーカル
- マックス・ワイゼンフェルト - ドラムス、パーカッション、バッキング・ボーカル
- マクラリー・シスターズ - バッキング・ボーカル